# Аблегер

Торф'яний аблегер

Аблегер (нім. Ableger) — на торфорозробках — установка для механічної передачі торфу з місця розробки на поле сушіння і для розстилання на ньому торфових цеглин. Головна частина аблегера складається з довгого ланцюга (стрічки) з пластинками, який проходить під мундштуком торф'яної машини, бере на себе торф'яні цеглини і транспортує їх на поле Стілко. В залежності від конструкції навантажені на всю довжину аблегера або на певну частину його пластинки автоматично або від руки перекидаються, залишаючи торф'яні цеглу на поле вистилання, а сам повертаються знову до торф'яної машини. Принцип роботи аблегера вимагає безперервного пересування самої установки вздовж кар'єра. Аблегери будуються на довжиною від 40-50 м, є машини завдовжки 90, 100 і більше метрів. Із закордонних аблегерів відомі: системи Віланда, Штренге і Бауман-Шенка. З російських аблегеров торф'яних в 1926 р. на Тейковском болоті (Іваново-Вознесенської губернії) вперше був короткочасно випробуваний аблегер системи інженера Типермасса. Результати випробування показали повну можливість застосування подібного роду механізму, але поки на довжину до 60 м. Вага цього аблегера близько 16 т.